# Pataeta carbo
Pataeta carbo är en fjärilsart som beskrevs av Achille Guenée 1852. Pataeta carbo ingår i släktet Pataeta och familjen nattflyn. Inga underarter finns listade i Catalogue of Life.